# تپه ده‌سوخته
تپه ده سوخته مربوط به سدهٔ ۷ تا ۱۰ ه.ق است و در شهرستان زهک، بخش جزینک، دهستان جزینک، ۲/۵ کیلومتری جنوب روستای فیروز واقع شده و این اثر در تاریخ ۲۸ شهریور ۱۳۸۶ با شمارهٔ ثبت ۱۹۶۶۸ به‌عنوان یکی از آثار ملی ایران به ثبت رسیده است.